# 中孔博
中孔博（英語：Kombo Central）是甘比亞西部區的9個縣之一，位於甘比亞西南部的甘比亞河以南。中孔博介於東孔博與南孔博之間。根據2013年的人口普查結果顯示，中孔博的人口為142831人。